# Ortalis poliocephala
Az Ortalis poliocephala a madarak osztályának tyúkalakúak (Galliformes) rendjébe és a hokkófélék (Cracidae) családjába tartozó faj.

## Rendszerezése
A fajt Johann Georg Wagler német ornitológus írta le 1830-ban, a Penelope nembe Penelope poliocephala néven.

## Előfordulása
Mexikó délnyugati részén honos. Természetes élőhelyei a szubtrópusi és trópusi síkvidéki és hegyi  esőerdők, mangroveerdők és lombhullató erdők, valamint ültetvények. Állandó, nem vonuló faj.

## Megjelenése
Testhossza 62–67 centiméter, átlagos testtömege 760 gramm.
|  |

## Életmódja
Levelekkel, magvakkal, virágokkal és gyümölcsökkel táplálkozik.

## Természetvédelmi helyzete
Az elterjedési területe elég nagy, egyedszáma viszont csökken, de még nem éri el a kritikus szintet. A Természetvédelmi Világszövetség Vörös listáján nem fenyegetett fajként szerepel.